# Монгольские вторжения в Японию
Монгольские вторжения в Японию (яп. 元寇 гэнко:) — военно-морские экспедиции на Японские острова, предпринятые монгольской империей Юань Хубилая в 1274 и 1281 годах.
Оба раза в короткие сроки создавались мощные флоты вторжения, второй из которых был самым большим в истории человечества до операции «Оверлорд» Второй мировой войны. Однако, имевшие мало опыта в мореплавании, навигации и морских сражениях, а также недостаточно знавшие технологию строительства судов, флоты континентальной империи оба раза были разметены как, в небольшой мере, более манёвренным японским флотом и оборонительными силами, так и, в основном, сильным ветром. Вторжение провалилось из-за природных явлений.
По легенде, сильнейшие тайфуны, возникшие во время высадки захватчиков на Японские острова и уничтожившие большинство кораблей, были названы японскими историками «камикадзе», что значит «божественный ветер», давая понять, что это божественная помощь японскому народу.

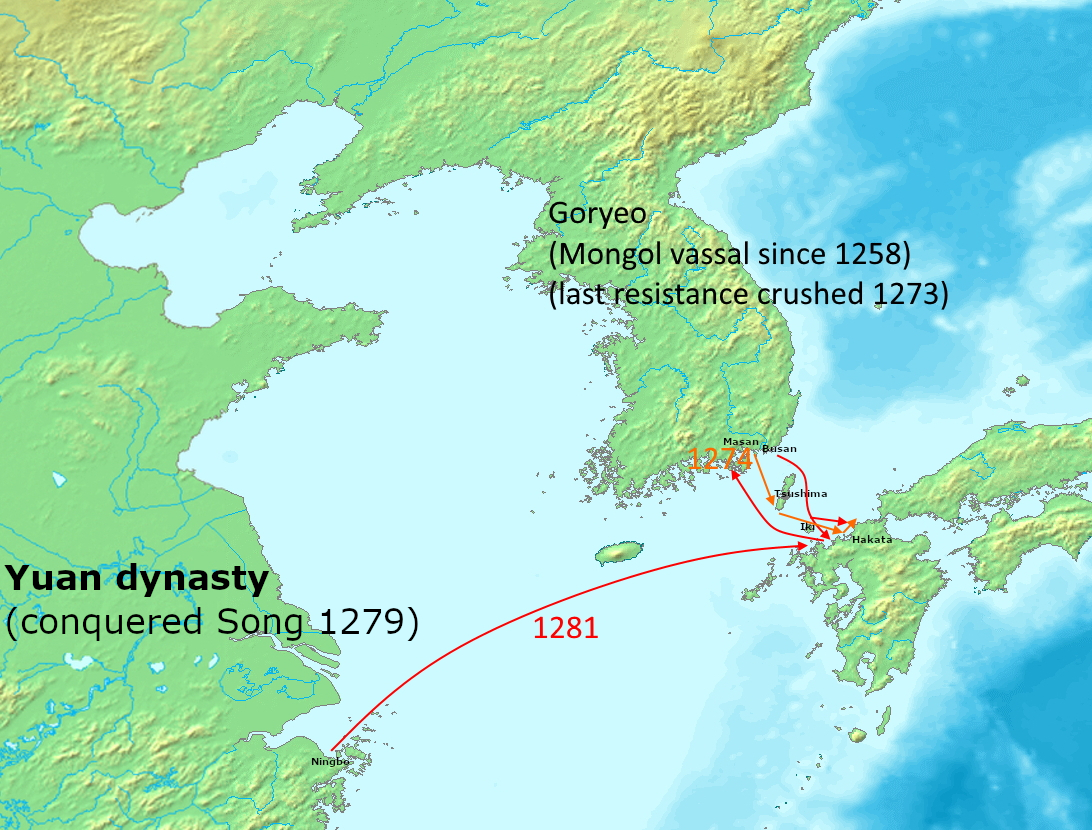
Карта вторжений

## Первое вторжение (1274)
При первом нападении, происшедшем в 1274 году, действовал монгольско-корейский флот с совокупным экипажем численностью до 23—37 тысяч человек. Монголы с лёгкостью разбили японские отряды на островах Цусима и Ики и опустошили их. После чего подошли к острову Кюсю и начали атаку, включавшую обстрел из огнеметательных орудий. Однако начался тайфун, к тому же погиб главнокомандующий Лю, в результате чего монголы вынуждены были отступить.

## Второе вторжение (1281)
Хубилай стал готовиться к новому нападению. Японцы начали подготовки к отражению атаки — они строили укрепления и готовились к обороне. В 1281 году два монгольско-корейско-китайских флота — из Кореи и из Южного Китая — направились к острову Кюсю. Численность флота достигала 100 000 человек. Первым прибыл малочисленный восточный флот, который японцы сумели отразить. Затем с юга приплыл основной флот, но повторившаяся история с тайфуном уничтожила бо́льшую часть флота завоевателей. Монголы потеряли до 75 % своих воинов и снабжения из-за разыгравшегося шторма.

## Последствия
Хубилай хотел предпринять третье нападение и даже дал приказ на постройку 500 новых кораблей, но китайцы и советники хана были против таких расходов и в 1286 году хан был вынужден отказаться от этой идеи.
Проигравшая Монгольская империя потеряла большую часть своей морской мощи, а ее военно-морская обороноспособность значительно снизилась. В результате войн росло признание того, что японцы храбры и жестоки, и что вторжение в Японию бесполезно. Во времена династии Мин вторжение в Японию обсуждалось трижды, но так и не было осуществлено, учитывая результат этих вторжений.
Монгольские вторжения, единственный за века значительный внешний конфликт, затронувший территорию Японии, сыграли важную роль в становлении национального самосознания японцев. Именно к этим событиям относится создание флага Японии, который, по легенде, передал сёгунату буддийский патриарх Нитирэн.
В Японии существует мнение, что боги Японии без боя остановили монголов и защитили её от врага. Тот факт, что тайфун, который помог Японии победить монгольский флот во время первого вторжения, произошел в конце ноября, намного позже обычного сезона тихоокеанских тайфунов (с мая по октябрь), усилил японскую веру в то, что они никогда не будут побеждены или успешно отразят любое вторжение, что оставалось важным аспектом японской внешней политики до самого конца Второй мировой войны.
Согласно советским историкам, не только поражения остановили монголов. Третьему нападению на Японию Хубилаю помешали также проблемы в Индокитае и сопротивления народов Кореи, Южного Китая и Вьетнама.
Об описываемых событиях создано множество фильмов и книг, а название тайфуна — Камикадзэ (яп. 神風 «божественный ветер») — стало нарицательным. Если не считать оккупацию Японии в конце Второй мировой войны, эти провалившиеся операции наиболее близко подошли к тому, чтобы завоевать Японию.